# Pierre Potier
Pour les articles homonymes, voir Potier.
Pierre Potier, né le 22 août 1934 à Bois-Colombes et mort le 3 février 2006 à Paris, est un pharmacien et chimiste français, directeur de l'Institut de chimie des substances naturelles et professeur au Muséum national d'histoire naturelle.
Il était membre de l'Académie nationale de pharmacie, de l'Académie des sciences, de l'Académie des technologies et de l'Academia Europea.

## Biographie
Après ses études secondaires Pierre Potier s'engage dans des études  en pharmacie et, parallèlement, à des études de chimie. Il obtient  des certificats de chimie générale et de chimie approfondie, puis, à la Sorbonne  un certificat de botanique et de physiologie végétale. Diplômé de la faculté de pharmacie de Paris en 1957 puis de l'Institut de chimie des substances naturelles (ICSN) de Gif-sur-Yvette. 
Il commence sa carrière de chimiste des substances naturelles par une thèse de doctorat soutenue en 1960 à la faculté de pharmacie de Paris, sous la direction du professeur Jean Le Men. Dans ce cadre, il met en évidence, pour la première fois, la présence de la spermidine, une molécule constituante du sperme, dans un végétal, la Monnaie du Pape.
Après son service militaire en Algérie, il intègre en 1962 l'Institut de chimie des substances naturelles (ICSN) du CNRS, à Gif-sur-Yvette, où il effectue l'essentiel de sa carrière. Il en prend la co-direction en 1974 et la direction en 1989. Il collabore avec Edgar Lederer, Derek Barton et Guy Ourisson.
En 1968, il perd son épouse emportée par un cancer du sein, ce qui le poussa à faire de la recherche sur le cancer.
De juillet 1994 à juillet 1996, il occupe la fonction de directeur général de la recherche et de la technologie au ministère français de l'Enseignement supérieur et de la Recherche. C'est sous sa direction qu'ont été rédigés les décrets d'intéressement des chercheurs sur leurs inventions. En 1998, il reçut la médaille d'or du CNRS. Parallèlement à ses activités de recherche, il enseigne dans les Universités d'Orsay, et de Glasgow (dont il est docteur Honoris Causa), ainsi qu'au Muséum national d'histoire naturelle de Paris.
Il est président de la Fondation de la Maison de la chimie. membre de  l'Académie des sciences depuis 1988, de l'Académie de pharmacie ainsi que de l'Académie des Technologies et de l'Academia Europea.
Pierre Potier est officier de la Légion d'honneur et commandeur de l'Ordre national du mérite.
Un Prix Pierre Potier est créé en son honneur en 2006 par le Ministère de l’Économie, des Finances et de l’Industrie, avec pour objectif d'encourager les innovations des entreprises de la Chimie en faveur du développement durable.  Ce prix est porté par la fondation de la  Maison de la Chimie et par France Chimie.

## Son œuvre
Ses recherches avaient pour but de comprendre et d'imiter les synthèses naturelles que les plantes mettent en œuvre afin de produire des principes actifs de médicaments. Dans le cadre de ses recherches il mit au point le test à la tubuline, un test biologique simple permettant le dépistage rapide des propriétés anti-tumorales afin de sélectionner les principes actifs pouvant devenir de nouveaux médicaments.
Parmi ses découvertes, on peut citer la vinorelbine, issue de la pervenche de Madagascar, et le docétaxel, issu de l'if européen. Le docétaxel, commercialisé sous le nom de Taxotère, est devenu un des médicaments anti-cancéreux les plus utilisés dans le monde et fut la première source de revenus de brevets pour le CNRS jusqu'à l'expiration de son brevet.
Toute sa vie, il a voulu démontrer que la recherche dite publique pouvait, et devait, coopérer avec l'industrie dite privée. Par le phénomène de fertilisation croisé, il était persuadé que des profits mutuels devaient en résulter, chacun bénéficiant des savoir-faire, des compétences, des équipements scientifiques lourds qu'il devenait inutile de dupliquer, mais aussi, et surtout peut-être, du soutien documentaire des industriels, qui est souvent sans commune mesure avec ce qui se pratique généralement dans certains laboratoires des Établissements Publics Scientifiques & Techniques EPST : CNRS, INRA, Inserm, INRIA, etc.